# Sitio Arqueológico Bear Valley
El Sitio Arqueológico Bear Valley (en inglés: Bear Valley Archeological Site) es un sitio histórico que data entre 1499 a. C.-1000 a. C., se encuentra ubicado en Pine Valley en el estado estadounidense de California. El Sitio Arqueológico Bear Valley se encuentra inscrito  en el Registro Nacional de Lugares Históricos desde el 30 de julio de 1974.

## Ubicación
Sitio Arqueológico Bear Valley se encuentra dentro del condado de San Diego en las coordenadas 32°49′41″N 116°31′36″O / 32.828056, -116.526667.